# Hohenlohisches Amtsgericht Bartenstein
Das Hohenlohische Amtsgericht Bartenstein war von 1823 bis 1839 ein erstinstanzliches Gericht des mediatisierten Hauses Hohenlohe-Waldenburg-Bartenstein.

## Entstehung
Seit 1744 war Hohenlohe-Waldenburg-Bartenstein Reichsfürstentum. Mit der Rheinbundakte wurden 1806 die Fürstentümer von Württemberg mediatisiert. Im Deutschen Bund wurden die bisherigen regierenden Fürsten zu Standesherren, die über umfangreiche Privilegien verfügten. Diese wurden in Bezug auf Hohenlohe-Waldenburg-Bartenstein mit der „Declaration, die staatsrechtlichen Verhältnisse des fürstlichen Hauses Hohenlohe-Waldenburg-Bartenstein betr.“ vom 27. Oktober 1823 geregelt. Damit erhielt Karl August Theodor, Fürst zu Hohenlohe-Waldenburg-Bartenstein unter anderem auch die erstinstanzliche Gerichtsbarkeit in bürgerlichen und Strafsachen über sein bisheriges Fürstentum (außer der Exklave Schillingsfürst, die 1806 an Bayern gekommen war).

## Gerichtsbezirk
Organisatorisch wurde diese Gerichtsbarkeit in drei Amtsgerichtsbezirken (Bartenstein, Pfedelbach und Mainhardt) gefasst. Der Gerichtsbezirk des Amtsgerichtes Bartenstein bestand aus:
- Aus dem Oberamt Gerabronn: Bartenstein, Herrentierbach mit Alkertshausen, Erpfersweiler, Kottmannsweiler, Lentersweiler, Mittelbach, Oberweiler, Simmetshausen, Geroldshausen, Unterweiler, Wittenweiler und Riedbach mit Eichholz, Eichwiesen, Gütbach, Heuchlingen, Hornungshof, Maisenhof, Reichertswiesen, Zollhaus
- Aus dem Oberamt Künzelsau: Ettenhausen mit Ganertshausen, Hirschbronn, Mäusberg, Wittmersklingen
- Aus dem Oberamt Mergentheim: Pfitzingen mit Herrenzimmern und Rüsselhausen.

## Auflösung
Mit Erklärung vom 10./24. Oktober 1839 gab der Fürst zu Hohenlohe-Bartenstein die Gerichtsbarkeit in seinen standesherrlichen Besitzungen freiwillig auf. Die hohenlohischen Amtsgerichte Bartenstein und Pfedelbach-Mainhardt wurden zum 1. Januar 1840 aufgelöst. Die Orte der Gerichtsbezirke wurden den württembergischen Oberamtsgerichten Gerabronn, Künzelsau, Mergentheim, Öhringen und Weinsberg zugeordnet.